# Barry Jones (baseball)
Pour les articles homonymes, voir Jones et Barry Jones.
Barry Louis Jones (né le 15 février 1963 à Centerville, Indiana, États-Unis) est un ancien lanceur de relève droitier des Ligues majeures de baseball.

## Carrière
Il a commencé sa carrière dans les majeures en 1986 avec les Pirates de Pittsburgh. En août 1988, il est échangé aux White Sox de Chicago, avec qui il lancera jusqu'en 1990. À sa dernière saison avec les Sox, il prend part à 65 matchs comme releveur et remporte un sommet personnel de 11 victoires, en 15 décisions. Sa moyenne de points mérités n'a jamais excédé 2,42 avec Chicago.
Le 23 décembre 1990, Barry Jones et le voltigeur Ivan Calderon sont échangés aux Expos de Montréal en retour du voltigeur Tim Raines et des lanceurs des ligues mineures Jeff Carter et Mario Brito.
Jones éprouve des difficultés dans la Ligue nationale. À sa seule saison à Montréal, son dossier est de 4-9 en 77 sorties au monticule, et sa moyenne s'élève à 3,35. Il enregistre 13 sauvetages mais irrite aussi les partisans en sabotant 7 avances au cours de la saison. Échangé le 9 décembre 1991 aux Phillies de Philadelphie contre le receveur Darrin Fletcher, Jones voit sa moyenne bondir à 5,68 en 61 parties avec Philadelphie et les Mets de New York, qui font son acquisition en août après que les Phillies l'aient libéré.
Il termine sa carrière en 1993 avec son ancienne équipe, les White Sox.